# 文公 (衛)
文公（ぶんこう、紀元前?年 - 紀元前635年）は、衛の第21代君主。黔牟の弟の昭伯（頑）の子で戴公の弟。

## 生涯
昭伯と宣姜の子として生まれる。
初めのころ、姫燬は衛が内乱ばかりなので母の実家である斉へ疎開していた。
懿公9年（前660年）12月、懿公が翟（てき：狄）の侵攻を受けて戦死すると、都の朝歌を放棄した民衆730人は共・滕から逃れてきた民衆と合流し、計5千人を引き連れて曹（現在の河南省滑県）に遷都し、戴公を立てた。しかし戴公がその年に亡くなったので、弟の姫燬（以降は文公と表記）が代わって衛の君主となった。
文公2年（前658年）1月、斉の桓公が衛を楚丘（現在の河南省滑県の東）に遷都させた。文公は大布の衣（粗布）、大帛（喪服用の厚いきぬ）の冠を身につけて礼に従い、農を教え、商を流通させ、工人を恵んで財政につとめ、教えを敬い、学を勧め、百官を授け、能材を任用して行政を整備した。また、賦税を軽減し、刑罰を公平にし、自ら労して人民と苦しみを共にし、民衆の心を収攬した。
文公4年（前656年）4月、文公は斉（桓公）・宋（桓公）・陳（宣公）・魯（僖公）・許（穆公）・曹（昭公）と会合し、ともに蔡に侵攻して潰走させ、さらに南の楚にも侵攻した。12月、斉・宋・衛・鄭・許・曹の6カ国連合は会合して陳に侵攻した。
文公5年（前655年）夏、文公は斉・宋・陳・魯・鄭・許・曹とともに周の太子鄭と会合し、周の政治について話し合い、その秋に首止（衛の地）において盟約を交わした。しかし鄭は盟約を結ばずに逃げ帰った。
文公6年（前654年）夏、文公は斉・宋・陳・魯・曹の会合に出席し、前年逃げ帰った鄭を攻撃して新城を包囲した。秋、これに対し楚が鄭を救うべく許を包囲したため、6カ国連合は許を救って帰還した。
文公10年（前650年）1月、温が狄によって滅ぼされ、温の君主である蘇子が衛に逃れてきた。
文公12年（前648年）春、狄の襲来を恐れたため、諸侯は衛の都である楚丘の外城を築いてやった。案の定、翌年（前653年）の春に狄の侵攻があった。
文公16年（前644年）、晋の公子重耳が衛を通過したが、文公はこれを礼遇しなかった。
文公17年（前643年）10月、覇者であった斉の桓公が薨去すると、斉では公子無詭が公位を簒奪し、公子昭が宋に逃れた。そのため翌年（前642年）、宋の襄公は曹・衛・邾を率いて斉を討ち、公子無詭を殺して公子昭（孝公）を立てて帰還した。
文公22年（前638年）夏、文公は宋の襄公の鄭攻めに参加し、許男・滕子とともに鄭を攻撃した。
文公25年（前635年）1月、文公は邢を滅ぼした。4月、文公が薨去し、子の姫鄭が立って衛君（成公）となった。

## 参考資料
- 『春秋左氏伝』（閔公二年、僖公二年、四年、五年、六年、十年、十二年、十七年、二十二年、二十五年）
- 司馬遷『史記』（衛康叔世家第七）